# Эйрз, Ричард
Ричард Эйрз (англ. Richard Ayres, 29 октября 1965, Корнуолл) — английский композитор, живёт и работает в Нидерландах.

## Биография
В 1986 посещал классы Мортона Фельдмана в Дармштадте и Дарлингтоне. Закончил Хаддерсфилдский университет (1989), повышал образование в Гаагской консерватории у Луи Андриссена (закончил в 1992). С 1989 живёт в Нидерландах.
В 2004—2006 преподавал в Гаагской консерватории, с 2007 преподает композицию в Амстердамской консерватории. Работает над оперой Питер Пэн (по Джеймсу Барри, либретто Лавинии Гринлоу).
Произведения Эйрза исполняли Лондонская симфониетта, Шотландский симфонический оркестр BBC, Симфонический оркестр Бирмингема, Симфонический оркестр Франкфуртского радио, Klangforum Wien и др. известные музыкальные коллективы Европы.

## Избранные сочинения
- NONcerto for alto trombone (1995)
- NONcerto for trumpet (1999)
- Valentine Tregashian COnsiders… (2001)
- Schnell aber nicht immer (2001)
- NONcerto for horn (2002)
- NONcerto for orchestra, cello and high soprano (2003)
- Two pieces for cello and ensemble (2003)
- Как выздоравливал сверчок/ The Cricket Recovers, опера по сказке Тоона Теллегена (2005)
- NONcerto for oboe (2006)
- Five Memos for Eva (2007)
- In the Alps, an animated concert для сопрано и камерного ансамбля (2008), исполнен Барбарой Ханниган и Духовым ансамблем Нидерландов, запись — 2010)
- Glorious для камерного ансамбля и киноленты (2008, в соавторстве с Гаем Мэддином)

## Признание
Премия Гаудеамус (1994). Премия Маттейса Вермёлена (2003).